# 千葉大学合唱団
千葉大学合唱団（ちばだいがくがっしょうだん、Chiba University Philharmonic Chorus）は、千葉大学の公認合唱サークルである。

## 概要
1949年設立。常任指揮者に佐藤洋人、ヴォイストレーナーに大島博、柏原奈穂を迎えている。1990年度より5年連続で全日本合唱コンクール金賞を受賞（翌年以降はコンクール不参加）。現在は、年一回の定期演奏会を軸に、国内各地での特別演奏会、千葉県合唱祭への参加、依頼演奏、レコーディングなど、様々な音楽活動を行っている。合唱劇やシアターピース作品の演奏に意欲的に取り組んでおり、視覚的要素を伴った音楽表現を追求している。

## 沿革
- 1949年 - 千葉大学音楽部（千葉大学合唱団の前身）設立。
- 1961年 - 千葉大学管弦楽団と分離、千葉大学合唱団として独立。
- 1962年 - 常任指揮者に楠瀬一途就任。
- 1979年 - 常任指揮者に栗山文昭就任。
- 2018年 - 常任指揮者に佐藤洋人就任。

## 主な初演作品
- 青島広志 - いちおう混声合唱のための「本家マザー・グースのうた」(1986年)
- 新実徳英 - 「スピリチュアルフィールド」無伴奏混声合唱のための（1997年）
- 寺嶋陸也 - 混声合唱とピアノのための「二月から十一月への愛のうた」（2001年）
- 瑞慶覧尚子 - 沖縄のうたによる混声合唱組曲「うっさくわったい」（2001-2002年）
- 松下耕 - 混声合唱のための「あい」（2006-2007年）
- 寺嶋陸也 - 混声合唱、2台のピアノと三線のための「沖縄のスケッチ」（2007年）

## 著名な卒団生
- 田中安茂（合唱指揮者）
- 黒川和伸（合唱指揮者）